# エッシェンバッハ (ヴュルテンベルク)
エッシェンバッハ (ドイツ語: Eschenbach,  発音) は、ドイツ連邦共和国バーデン＝ヴュルテンベルク州シュトゥットガルト行政管区のゲッピンゲン郡に属す町村（以下、本項では便宜上「町」と記述する）である。この町はレギオン・シュトゥットガルト（シュトゥットガルト地方、1992年まではネッカー川中流地域）およびシュトゥットガルト欧州大都市圏辺縁部に含まれる。

## 地理

### 位置
エッシェンバッハは、同名の川がシュヴェービシェ・アルプの麓に刻んだ谷に位置している。郡庁所在地ゲッピンゲンから約 6 km の距離にある。

### 概要
町の面積は 482 ha で、ゲッピンゲン郡で最も面積の小さな自治体の1つに数えられる。フォアアルプ地域（シュヴェービシェ・アルプの麓）に位置することから農業中心の村であったが、今日では人口約2,200人の、郡内で最も人気の住宅地の1つに発展した。

### 隣接する市町村
エッシェンバッハは、北と北東はゲッピンゲン、南東はシュラート、南から西側全体はハイニンゲンと境接している。エッシェンバッハの南西、ハイニンゲンに囲まれて、エッシェンバッハの小さな飛地がある。これはかつてのローテンベルク城とローテンベルク小集落である。この飛地はハイニンゲンの同名の小集落と共同統治関係にある。以上、隣接する市町村はいずれもゲッピンゲン郡に属している。
この町は1970年から、隣接するハイニンゲンとともにフォアアルプ自治体行政連合を形成している。

### 自治体の構成
エッシェンバッハには、エッシェンバッハ地区、ローテンベルク小集落（ハイニンゲンと共同統治）、イルティスホーフ農場と、廃止された地区であるハークおよびビュルステンホーフが属している。

### 土地利用
| 用途                 | 面積 (ha) | 占有率 (%) |
| -------------------- | --------- | ---------- |
| 住宅地               | 31        | 6.5        |
| 商工業地             | 20        | 4.2        |
| レクリエーション用地 | 8         | 1.7        |
| その他市街地         | 12        | 2.5        |
| 交通用地             | 28        | 5.8        |
| 農業用地             | 306       | 63.8       |
| 森林                 | 68        | 14.2       |
| 水域                 | 2         | 0.3        |
| その他               | 5         | 1.0        |
| 合計                 | 480       | 100        |

2022年現在の州統計局のデータに基づく。

## 歴史

### 中世初期
この町域での定住の始まりはおそらく9世紀から13世紀の間である。エッシェンバッハ (Eschenbach) という地名がこれを暗示している。エッシェンバッハとは、「トネリコ (Esche) の茂る小川 (Bach) 沿い」の定住地を意味している。名前の由来となったエッシェンバッハ川は、フックスエックの「ヴァイセン・マウアー」の麓から湧出しており、現在でも大部分が暗渠化されていない地元の川である。
エッシェンバッハは、古代集落ハイニンゲン（元々アレマン人のジッペ Huno の集落であった）の分集落として形成された。

### 中世盛期
最初の文献記録は、この集落に関するものではなく、ローテンベルクの教会に関するものであった。1228年にザンクト・ガレン修道院の文書に、ローテンベルクに司祭がいること、つまりは教会があることが記録された。この使徒ペテロに捧げられた巡礼教会は、1814年に老朽化のために取り壊された。ローテンベルクの住宅群は現在も城砦建築の様相を呈している。ここに13世紀にテック公の城（ローテンベルク城）が造られたが、すぐに廃城となった。城の盛り土と土塁がそのわずかな痕跡である。

### 中世後期
エッシェンバッハという名称は、1379年のヘルフェンシュタイン伯の売却文書に初めて記されている。この集落は何度も所有者が替わり、1476年から最終的に分割された。2/3 がイルティスハウゼン（イルティスホーフ）とリーベンシュタイン男爵、残りはアーデルベルク修道院（宗教改革後1534年からはヴュルテンベルク公）の所有となった。

### 近世の発展
リーベンシュタイン家は1789年にエッシェンバッハの所領をヴュルテンベルクに売却した。
エッシェンバッハは、1807年までクロスターアムト・アーデルベルクの管轄下にあった。1806年に建国されたヴュルテンベルク王国の新しい行政機構で、エッシェンバッハは1807年にオーバーアムト・ゲッピンゲンに編入された。

### 20世紀
ナチス時代のヴュルテンベルクの郡再編でエッシェンバッハは、1938年に新設されたゲッピンゲン郡の所属となった。1945年から1952年までアメリカ占領地区に創設されたヴュルテンベルク＝バーデン州に属した。この州は1952年にバーデン＝ヴュルテンベルク州に再編された。
この町は第二次世界大戦まで農業主体の町であった。耕地が肥沃ではなかったため牧畜が盛んで、牛、馬、特に羊の飼育が生活の糧であった。しかし、16世紀には既にキャベツ栽培が記録されている。エッシェンバッハ住民が「クラウトボイヒ」（キャベツ作り）というニックネームで呼ばれるのはこのためである。この他に、神学者テオドール・エンゲルの父親で牧師のヨハン・クリスティアン・エンゲルが奨励した果樹栽培も重要な役割を担っていた。彼の30年間の活動期間中に、クーンベルク周辺を中心に広い果樹栽培地区が形成された。

## 住民

### 人口推移
出典: 1970年以降のデータは、バーデン＝ヴュルテンベルク州統計局のデータによる。
| 時期           | 人口（人） |
| -------------- | ---------- |
| 1837年         | 0508       |
| 1907年         | 0401       |
| 1939年05月17日 | 0392       |
| 1950年09月13日 | 0643       |
| 1970年05月27日 | 1023       |
| 1983年12月31日 | 1687       |
| 1987年05月25日 | 1659       |
| 1991年12月31日 | 1884       |
| 1995年12月31日 | 2197       |
| 2005年12月31日 | 2232       |
| 2010年12月31日 | 2181       |
| 2015年12月31日 | 2176       |
| 2020年12月31日 | 2139       |

### 宗教

#### 福音主義教会
かつての福音主義エッシェンバッハ教会は、2019年12月1日に福音主義ハイニンゲン教会と融合し、福音主義エッシェンバッハ＝ハイニンゲン教会となり、ゲッピンゲン教会管区に属している。しかし数世紀前、教会組織上は、現在はエッシェンバッハに属す小集落となっているローテンベルクに属していた。これがヴュルテンベルク領とリーベンシュタイン領に分割された。ローテンベルクの教会は、1228年に最初の記録がなされ、1586年から聖ペーター教会と呼ばれている。この教会は1379年に城とともにヴュルテンベルク、1420年にダッヒェンハウゼン家の所有となり、1434年にゲッピンゲンのシュピタール（施療院）に寄贈された。この教会は1814年に取り壊され、司祭座はエッシェンバッハに移された。ここには1739年から内陣のない教会が建てられていた。ビュール川沿いのこの教会は、1862年に拡張され、1963年の改修の際にガラス画家ルドルフ・イェーリン（子）による祭壇窓（モチーフは、十字架降架、復活）が取り付けられた。

## 行政

### 議会
エッシェンバッハの町議会は10議席からなる。町議会はこれらの選出された名誉職の議員と議長を務める町長で構成される。町長は町議会において投票権を有している。

### 首長
トーマス・シューベルトが1994年から町長を務めている。彼は2002年、2010年、2018年に再選されている。

### 紋章
図柄: 銀地。下部に青い波帯。その上に根がついた2本の緑色のトネリコの木。

## 経済と社会資本

### 地元企業
エッシェンバッハには、州内で模範と賞賛される施設ゲッピンゲン＝フォアアルプ産業地区がある。これは、広さ 29 ha のゲッピンゲン、ハイニンゲン、エッシェンバッハによる自治体間共同産業地区で、約1,000人の職場がある。

### 交通
郡道が2つの隣接町村ハイニンゲンとウルゼンヴァング（ゲッピンゲン市）を通っている。この他に自治体接続道路がシュラートに向かっている。エッシェンバッハ市街地の北端にフォアアルプ鉄道の停車駅があった。

### 教育と文化

#### 幼稚園
ズデーテン通り9番地の幼稚園「アルケ・ノアー」は、住民組織によって1982/83年に建設されたテオドール＝エンゲル＝ゲマインデハウス内にある。この住民組織は経営権と運用権を福音主義教会に譲渡した。
住民組織は、1992年からキルヒ通り2番地にもう1つの幼稚園「ヴィルベルヴィント」を有している。これにより、子供の数が増えた場合でも3歳児を町内の幼稚園に入園させることが可能である。
両幼稚園の運営上、組織上の問題をコーディネイトするために、運営者、保護者、教育者の各代表からなる共同幼稚園委員会が設けられている。

#### 学校
バーンホーフ通り12番地の基礎課程学校は、1992年から1994年まで約143万ユーロをかけて改修、拡張された。この学校では1年生から4年生まで100人以上の基礎課程児童が学んでいる。1998/1999年の学年から町は学校と共同で、Verlässliche Grundschule（VGS、直訳: 信頼できる基礎課程学校）と呼ばれるコアタイムケアサービスにスペースを開放する活動を行っている。この施設では、基礎課程学校の児童は学校が始まる07:00から、終わる13:00までケアされる。
本課程学校は隣町のハイニンゲンにある。両校の運営者はハイニンゲンに本部を置くフォアアルプ自治体行政連合である。さらに上級の学校はゲッピンゲンに様々な種類の学校がある。

#### 子供音楽学校
エッシェンバッハの町は公法協定にしたがってゲッピンゲン子供音楽学校に協力している。これにより、音楽の早期教育や基礎教育が進んでいる。

### 年中行事
毎年開催されるクラウトフェスト（直訳: キャベツ祭）は、昔のキャベツ栽培を記念したものである。

## 関連図書
- Rudolf Moser, ed (1844). “Gemeinde Eschenbach”. Beschreibung des Oberamts Göppingen. Die Württembergischen Oberamtsbeschreibungen 1824–1886. Band 20. Stuttgart / Tübingen: Cotta’sche Verlagsbuchhandlung. pp. 182–186